# OV4-1R
OV4-1R (Orbiting Vehicle 4-1R) – amerykański wojskowy satelita technologiczny z serii OV4, który badał metodę komunikowania się satelitów między sobą dzięki odbijaniu się fal radiowych od górnych warstw jonosfery w ramach eksperymentu "Whispering gallery". Wyniesiony w listopadzie 1966 roku na orbitę satelita był ładunkiem dodatkowym misji, której głównym celem było wyniesienie podczas lotu suborbitalnego prototypu kapsuły Gemini B, a także wyniesienie na niską orbitę okołoziemską makiety stacji kosmicznej MOL.

## Opis i działanie
OV4-1R został zbudowany przez firmę Raytheon na zlecenie United States Air Force w ramach projektu badawczego "Whispering gallery" , którego celem było doskonalenie metod przekazywania sygnałów radiowych między satelitami, dzięki wykorzystaniu właściwości warstwy F jonosfery do odbijania fal radiowych . 
W ramach eksperymentu wyniesiono na orbitę dwa satelity, OV4-1R, który miał odbierać sygnały radiowe i OV4-1T, który był wyposażony w nadajnik do wysyłania sygnałów radiowych. OV4-1T miał wysyłać sygnały radiowe na częstotliwościach 20 MHz, 34 MHz i 46 MHz. OV4-1T wyposażony był w mały silnik rakietowy, dzięki któremu oba satelity podczas działania były od siebie oddalone, tak że fale radiowe aby dotrzeć do OV4-1R musiały odbić się od warstwy F jonosfery a nie trafić do satelity odbierającego sygnał w linii prostej . Satelita miał masę 136 kg .

## Misja
Misja rozpoczęła się 3 listopada 1966 roku, kiedy rakieta Titan 3C wyniosła z kosmodromu Cape Canaveral Air Force Station  na niską orbitę okołoziemską, jako ładunek dodatkowy satelity technologiczne OV4, wśród których był OV4-1R. Po znalezieniu się na orbicie OV4-1R otrzymał oznaczenie COSPAR 1966-99B .
Satelita po wykonaniu swojej misji spłonął w górnych warstwach atmosfery 5 stycznia 1967 roku .